# 3246 Bidstrup
3246 Bidstrup è un asteroide della fascia principale. Scoperto nel 1976, presenta un'orbita caratterizzata da un semiasse maggiore pari a 3,1926312 UA e da un'eccentricità di 0,0347283, inclinata di 21,77375° rispetto all'eclittica.